# 용출
용출(Elution)은 화학 물질의 정제와 분리에 자주 사용되는 크로마토그래피에서, 고정상에 반대되는 개념이다. 일루언트라고 부르기도 하며, 이동상을 제대로 선택하지 못 할 경우, 효과적인 정제와 분리에 실패할 가능성이 높아지므로, 적당한 이동상을 찾느라 화학자들이 시간을 많이 소비하기도 한다.

## 같이 보기
- 크로마토그래피
- 용탈